# Нащи (Рязанская область)
На́щи — село в Сасовском районе Рязанской области России. Входит в состав Глядковского сельского поселения.

## Географическое положение
Село находится в северной части Сасовского района, в 23 км к северу от райцентра. Самый северный населённый пункт Сасовского района на левобережье Цны и мокши.
Ближайшие населённые пункты:

— село Юрьево в 3 км к северу по гравийной дороге;

— село Огарёво-Почково в 5 км к югу по асфальтированной дороге.
Ближайшая железнодорожная станция   в ХХ км к северу по асфальтированной дороге.

## Природа

#### Климат
Климат умеренно континентальный с умеренно жарким летом (средняя температура июля +19 °С) и относительно холодной зимой (средняя температура января −11 °С). Осадков выпадает около 600 мм в год.

## История
Поселение известно со времен Ивана Грозного.
С 1861 г. село Нащи является центром Нащинской волости Елатомского уезда Тамбовской губернии.
С 2004 г. и до настоящего времени входит в состав Глядковского сельского поселения.
До этого момента входило в Огарёво-Почковский сельский округ.

## Население
| 1981 | 2010 |
| ---- | ---- |
| 100  | ↘14  |

#### Известные уроженцы
- Иван Силыч Горюшкин-Сорокопудов (1873 — 1954) — русский исторический живописец, педагог, Заслуженный деятель искусств РСФСР.
- Михаил Егорович Асташкин (1908 — 1941) — советский военный лётчик, Герой Советского Союза.
- Григорий Петрович Ников (род. 1924) — педагог, учёный, писатель, кандидат педагогических наук, заслуженный деятель науки БАССР, автор книг «Нравственное воспитание детей в семье», «Воспитание гражданина», «Возвращение к нравственности», «Век светлых надежд и разочарований: воспоминания», работник треста «Башнефтестрой» (Ишимбай) в 1941—42 гг., участник Великой Отечественной войны.

## Инфраструктура

#### Транспорт
В Пятницу в 14:30 автобус выезжает из г.Сасово и проезжает через с.Нащи в Юрьево, и потом возвращается в г.Сасово

#### Связь
Электроэнергию село получает по тупиковой ЛЭП 10 кВ от подстанции 110/10 кВ «Пителино», расположенной в пгт Пителино.